# Petit-Cœur (Savoie)
Petit-Cœur est une ancienne commune française du département de la Savoie. En 1972, la commune fusionne avec cinq autres communes pour former la commune de  La Léchère.

## Toponymie
L'ancien français cort, cour, court, cuert désigne une ferme ou exploitation agricole. Le toponyme semble dériver du latin médiéval,  cortis.
La paroisse s'est appelée  Saint-Eusèbe et Saint-Eusèbe-de-Cœur jusqu'à l'invasion des troupes révolutionnaires françaises, où le nom change en 1795 pour Petit-Cœur.

## Histoire
En 1972, la commune fusionne avec Celliers, Doucy, Naves, Notre-Dame-de-Briançon et Pussy pour former la commune de  La Léchère. La commune obtient le statut de commune associée jusqu'en 2019 à la suite de l'absorption de Bonneval et Feissons-sur-Isère par  La Léchère, ce qui fait que l'ensemble des communes associées deviennent des communes déléguées.

## Population et société

### Démographie
L'évolution du nombre d'habitants est connue à travers les recensements de la population effectués dans la commune depuis 1793. Pour les communes de moins de 10 000 habitants, une enquête de recensement portant sur toute la population est réalisée tous les cinq ans, les populations de référence des années intermédiaires étant quant à elles estimées par interpolation ou extrapolation. Pour la commune, le premier recensement exhaustif entrant dans le cadre du nouveau dispositif a été réalisé en 2007.
En 2016, la commune comptait 561 habitants.
| 1793 | 1800 | 1806 | 1821 | 1836 | 1846 | 1856 | 1861 | 1866 |
| ---- | ---- | ---- | ---- | ---- | ---- | ---- | ---- | ---- |
| 157  | 160  | 191  | 216  | 206  | 243  | 227  | 229  | 210  |

| 1872 | 1876 | 1881 | 1886 | 1891 | 1896 | 1901 | 1906 | 1911 |
| ---- | ---- | ---- | ---- | ---- | ---- | ---- | ---- | ---- |
| 230  | 213  | 183  | 199  | 202  | 191  | 307  | 318  | 350  |

| 1921 | 1926 | 1931 | 1936 | 1946 | 1954  | 1962  | 1968 | 2016 |
| ---- | ---- | ---- | ---- | ---- | ----- | ----- | ---- | ---- |
| 390  | 448  | 742  | 785  | 721  | 1 033 | 1 032 | 954  | 561  |

## Culture locale et patrimoine

### Lieux et monuments
- Église Saint-Eusèbe de Petit-Cœur, probable reconstruction de la fin du XVIIe siècle ;

## Pour approfondir